# Малинники (Тверская область)
Мали́нники — деревня в Берновском сельском поселении Старицкого района Тверской области. Расположено в 8 км от Берново и в 27 км от Старицы, на берегу реки Тьмы.

## Усадьба Малинники

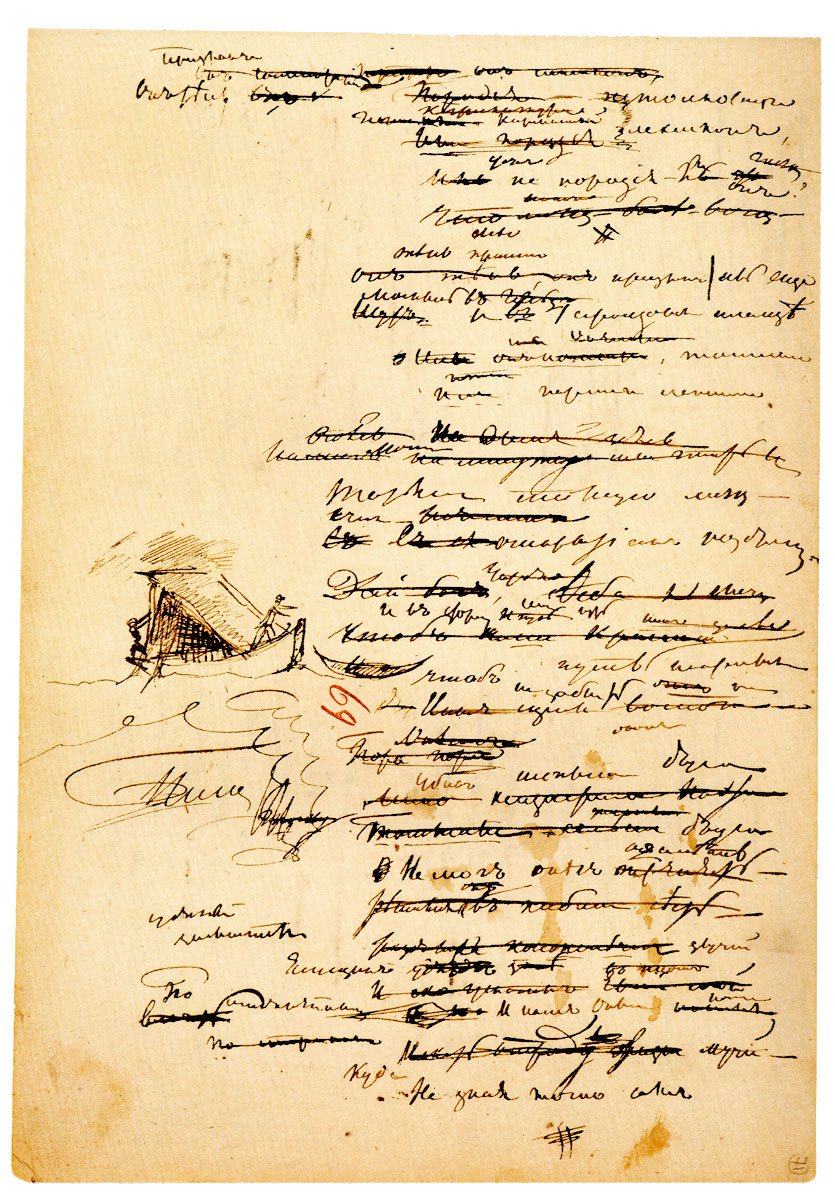
Рукопись А. С. Пушкина с рисунком: «Лодка с рыбаками» чернила — «Евгений Онегин» около 4 ноября 1828, Малинники ПД 838, л. 71.

Усадьба принадлежала Прасковье Александровне Осиповой-Вульф.
С 1828 по 1833 год А. С. Пушкин трижды приезжал к ней в Малинники. Здесь он любил работать и создал несколько произведений..
Усадебный дом разрушился в 1923 году. В настоящее время сохранились часовня и заброшенный парк. В парке установлена стела с профилем Пушкина. Усадьба входит в «Пушкинское кольцо Верхневолжья».